# Казалбаљијано (Алесандрија)
Казалбаљијано је насеље у Италији у округу Алесандрија, региону Пијемонт.
Према процени из 2011. у насељу је живело 945 становника. Насеље се налази на надморској висини од 95 м.